# 5917 Chibasai
5917 Chibasai (tên chỉ định: 1991 NG) là một tiểu hành tinh vành đai chính. Nó được phát hiện bởi Eleanor F. Helin ở Đài thiên văn Palomar ở Quận San Diego, California, ngày 7 tháng 7 năm 1991. Nó được đặt theo tên the Chiba Science Association (Chiba Sai), a Japanese non-profit organization established in 2001 to promote science education ở Chiba Prefecture.